# Леліс (гміна)
Гміна Леліс (пол. Gmina Lelis) — сільська гміна у центральній Польщі. Належить до Остроленцького повіту Мазовецького воєводства.
Станом на 31 грудня 2011 у гміні проживало 8930 осіб.

## Площа
Згідно з даними за 2007 рік площа гміни становила 197.00 км², у тому числі:
- орні землі: 55.00%
- ліси: 36.00%

Таким чином, площа гміни становить 9.38% площі повіту.

## Населення
Станом на 31 грудня 2011:
| Опис     | Загалом | Загалом | Чоловіки | Чоловіки | Жінки | Жінки |
| -------- | ------- | ------- | -------- | -------- | ----- | ----- |
| одиниця  | осіб    | %       | осіб     | %        | осіб  | %     |
| все      | 8930    | 100     | 4521     | 50.63    | 4409  | 49.37 |
| міське   | 0       | 100     | 0        |          | 0     |       |
| сільське | 8930    | 100     | 4521     | 50.63    | 4409  | 49.37 |

## Сусідні гміни
Гміна Леліс межує з такими гмінами: Бараново, Жекунь, Збуйна, Кадзідло, Мястково, Ольшево-Боркі.